# Anagàlides
|  | Per a altres significats, vegeu «Anagàlids». |

Els anagàlids (Anagalida) són un grup polifilètic de mamífers extints. Visqueren entre el Cretaci superior i l'Oligocè superior. És possible que aquest grup sigui proper als lagomorfs (Lagomorpha) i rosegadors (Rodentia). La validesa d'Anagalida com a clade ha sigut descartada per anàlisis moleculars.

## Classificació
- Ordre Anagalida (Szalay i McKenna, 1971) 
  - Anchilestes (Qiu i Li, 1977)
  - Ardynictis (Matthew i Granger, 1925)
  - Família Anagalidae (Simpson, 1931) 
    - Anagale (Simpson, 1931)
    - Anagalopsis (Bohlin, 1951)
    - Anaptogale (Xu, 1976)
    - Chianshania (Xu, 1976)
    - Diacronus (Xu, 1976)
    - Eosigale (Hu, 1993)
    - Huaiyangale (Xu, 1976)
    - Linnania (Chow et al., 1973)
    - Qipania (Hu, 1993)
    - Stenanagale (Wang, 1975)
    - Wanogale (Xu, 1976)

  - Família Pseudictopidae Sulimski 1969 
    - Allictops (Qiu, 1977)
    - Anictops (Qiu, 1977)
    - Cartictops (Ding i Tong, 1979)
    - Halictops (Ding i Tong, 1979)
    - Mingotherium (Schoch, 1985)
    - Paranictops (Qiu, 1977)